# Cantone di Auxerre-4
Il Cantone di Auxerre-4 è una divisione amministrativa dell'arrondissement di Auxerre.
È stato istituito a seguito della riforma dei cantoni del 2014, che è entrata in vigore con le elezioni dipartimentali del 2015.

## Composizione
Comprende parte della città di Auxerre e i comuni di:
- Chevannes
- Vallan